# Carolina de Hesse-Homburg (1819-1872)
Carolina de Hesse-Homburg (Bad Homburg, 19 de marzo de 1819 - Greiz, 18 de enero de 1872) fue una princesa de Hesse-Homburg por nacimiento, y princesa de Reuss-Greiz por su matrimonio con el príncipe Enrique XX de Reuss-Greiz.

## Biografía
Carolina era hija del landgrave Gustavo de Hesse-Homburg y de su esposa, la princesa Luisa Federica de Anhalt-Dessau. Debido a la sordera de su madre paso sus primeros años de vida en reclusión con su familia. Contrajo matrimonio en Homburg, el 1 de octubre de 1839, con el príncipe Enrique XX de Reuss-Greiz.
Después de la muerte de su marido, Carolina fue regente en nombre de su hijo, Enrique XXII, desde 1859 hasta 1867. Siendo hija de un general austriaco, la princesa mantuvo una actitud anti prusiana, a lo que se añadía que muchos de los príncipes de Reuss habían estado al servicio de los Habsburgo. Durante la guerra austro-prusiana Carolina se encaró contra Prusia y, como consecuencia, Greiz fue ocupada por tropas prusianas. Si el Principado evitó el destino del Reino de Hannover (que fue anexionado a Prusia), se debió a la intermediación del gran duque Carlos Alejandro de Sajonia-Weimar-Eisenach, quien se esforzó personalmente ante su cuñado, Guillermo I de Alemania, en favor de la Casa de Reuss-Greiz. 
Sin embargo, Carolina, incluso antes de la mayoría de edad de su hijo, tuvo que abandonar el cargo de regente y tuvo que pagar con su propio patrimonio personal la mitad de las indemnizaciones de guerra. A su muerte la línea Hesse-Homburg, la cual ya se había extinguido en 1866 en línea masculina, también se extinguió en línea femenina.

## Hijos
- Herminia (1840-1890), desposó en 1862 al príncipe Hugo von Schönburg-Waldenburg (1822-1897), con descendencia.
- Enrique XXI (nacido y muerto en 1844).
- Enrique XXII (1846-1902), sucedió a su padre como príncipe soberano de Reuss-Greiz. Casado con la princesa Ida de Schaumburg-Lippe, con descendencia.
- Enrique XXIII (1848-1861).
- María (1855-1909), desposó en 1875 al príncipe Federico de Isenburg-Büdingen (1847-1889), sin descendencia.